# Iglesia de San Juan Bautista (Cabimas)
La Iglesia de San Juan Bautista ubicada en La Rosa Vieja de Cabimas en el estado Zulia de Venezuela. Es una edificación de 1953. Constituye una Parroquia Eclesiástica, junto con la Capilla de Nuestra Señora de Chiquinquirá ubicada en el sector R10.

## Historia
La iglesia San Juan Bautista se construyó en el sector la Rosa en 1953, siendo entonces la segunda iglesia católica de Cabimas y dependiendo entonces de la Diócesis de Maracaibo. Existieron otras iglesias en el sector la Rosa en otras épocas, como una misión en el siglo XVII, y una iglesia a la Virgen del Rosario en 1818 – 1822, que habían sido abandonadas o destruidas, con la construcción de esta los vecinos de la Rosa volverían a tener una iglesia. Fue elevada a parroquia en 1954. Desde 1965 paso a depender de la Diócesis de Cabimas.

## Arquitectura
La Iglesia San Juan Bautista combina un estilo moderno con elementos tradicionales, está dispuesta en 3 naves, las naves laterales tienen techo de teja roja inclinado, el techo está sostenido por vigas de madera, tiene una única torre con campanario al frente de la nave central. Pilares separan las naves y sostienen el techo abovedado de la nave central. El interior está pintado con murales con escenas del evangelio, como el sermón del monte, el buen pastor, y escudos de Venezuela, el Zulia, Cabimas, el obispo de Cabimas y la diócesis de Cabimas.

## Capilla de Nuestra Señora de Chiquinquirá
Es una pequeña capilla de bahareque ubicada en la esquina de la calle R10 con calle El Porvenir, sector R10 en Cabimas. Fue construida en 1938 por Eduardo Cedillo como promesa a la virgen, con la colaboración de: Eladio Gutiérrez, José Ramón Cordero y Martín Romero. Posteriormente fue parcialmente remodelada con la colaboración del padre Antonio Faccini. En ella se realizan reuniones de la Legión de María, misas dominicales y estudios de catecismo.